# NGC 4540
NGC 4540 is een balkspiraalstelsel in het sterrenbeeld Hoofdhaar. Het hemelobject werd op 21 maart 1784 ontdekt door de Duits-Britse astronoom William Herschel.

## Synoniemen
- UGC 7742
- MCG 3-32-74
- ZWG 99.93
- VCC 1588
- IRAS12323+1549
- PGC 41876